# 이믿음
이믿음(Lee Mit Eum, 2000년 7월 18일 ~ )은 KBO 리그 LG 트윈스의 투수이다.

## 한국 프로야구 시절

### LG 트윈스시절
2021년에 입단하였다.

#### 2024년
2024년 6월 4일 키움 히어로즈와의 경기 선발로 등판하였다.
2024년 9월 14일 음주운전 적발자 이상영의 동승자로 제재금 500만 원을 받았다고 한다. 무혐의(무혐의 -> 징계 없음 변경)인데도 이례적인 제재금이었다.